# 2004年アテネオリンピックのメキシコ選手団
2004年アテネオリンピックのメキシコ選手団（2004ねんアテネオリンピックのメキシコせんしゅだん）は、2004年8月13日から8月29日にかけてギリシャの首都アテネで開催された2004年アテネオリンピックのメキシコ選手団、およびその競技結果。

## 概要
今大会は銀メダル3個、銅メダル1個の合計4個のメダルを獲得した。

## メダル
| メダル | 選手名           | 競技   | 種目               |
| ------ | ---------------- | ------ | ------------------ |
| 銀     | アナ・ゲバラ     | 陸上   | 女子400m           |
| 銀     | ベレム・ゲレーロ | 自転車 | 女子ポイントレース |